# Adolf Eichmann
Pour les articles homonymes, voir Eichmann.
Adolf Eichmann, né le 19 mars 1906 à Solingen en Allemagne et mort par pendaison le 31 mai 1962 dans la prison de Ramla près de Tel Aviv-Jaffa en Israël est un membre du parti nazi, criminel de guerre et fonctionnaire du Troisième Reich.
Nommé pendant la guerre à la tête du Referat IV B4 (« bureau IV B4 ») du RSHA, qui s'occupe des « affaires juives et de l'évacuation », il est responsable de la logistique de la « solution finale ». Il est notamment chargé de l'organisation de l'extermination raciale, principalement dirigée contre les Juifs, et de l'organisation de leur déportation vers les camps de concentration et d'extermination. Il atteint le rang de SS-Obersturmbannführer.
Ayant réussi à échapper à la justice après la capitulation allemande, et notamment au procès de Nuremberg, il est retrouvé, puis capturé par des agents du Mossad le 11 mai 1960 à Buenos Aires, en Argentine, où il vivait depuis dix ans sous le nom de Ricardo Klement. Dans des conditions rocambolesques, il est exfiltré vers Israël, où il est condamné à mort et exécuté à l'issue d'un retentissant procès tenu à partir d'avril 1961 à Jérusalem.

## Biographie

### Origines et jeunesse
Né en 1906 à Solingen, Otto Adolf Eichmann est le fils aîné d’un comptable à la Compagnie des tramways et de l'électricité (d'abord à Solingen puis, à partir de 1913, à Linz), Adolf Karl Eichmann, et de Maria née Schefferling, décédée en 1916. Durant la Première Guerre mondiale, le père d’Eichmann sert dans l'armée austro-hongroise. À la fin de la guerre, il retourne à Linz et reprend les rênes de l’affaire familiale.
Élevé dans une famille peu intéressée par la politique, le jeune Eichmann rejoint les Wandervögel (« Oiseaux migrateurs »), mouvement de jeunesse prônant le retour à la nature. Il est adhérent d'une section particulièrement radicale de ce mouvement, qui « propageait des conceptions raciales extrémistes », Die Greifen (Les Faucons), fondée par Otger Gräff.
Au gymnasium, il adhère au Jungfrontkämpferverband, la section de jeunesse de l'association des anciens combattants austro-germaniques, la Frontkämpfervereinigung Deutsch-Österreichs (de). Pro-germanique et anti-républicaine, cette association est néanmoins tolérée par les autorités autrichiennes. Son chef le colonel Hermann von Hittl, un antimarxiste convaincu, milite pour l'émigration juive.
Il quitte l’école sans diplôme et commence l’apprentissage de la mécanique qu’il abandonne également. En 1923, il est embauché par la compagnie minière de son père qui a monté sa propre affaire. De 1925 à 1927, il travaille comme vendeur pour Oberösterreichische Elektrobau AG puis comme agent régional de la compagnie américaine de produits pétroliers Vacuum Oil Company AG (de) (qui fusionnera en 1931 avec Standard Oil of New York pour former Mobil), d'abord à Linz puis à Salzbourg, jusqu’à son licenciement en 1932.

### Du NSDAP à la SS
La même année, à 25 ans, il assiste avec son père à une réunion du Parti national socialiste autrichien, sur l'invitation du père d'Ernst Kaltenbrunner, un vieil ami de la famille. Fortement impressionné par cet épisode qui détermine son engagement dans le Parti national-socialiste des travailleurs allemands, il rejoint l'organisation paramilitaire des « escadrons de protection » autrichiens (Schutzstaffel ou SS) le 1er avril 1931, comme simple recrue (Anwärter), sur proposition d'Ernst Kaltenbrunner, qui le considère avec certaines réserves. À ce moment-là, il vient d'adhérer à l'organisation para-maçonnique Schlaraffia (de), une association conviviale cultivant l'humour mais Ernst Kaltenbrunner lui explique, selon Hannah Arendt, qu'« en tant que nazi, il ne pouvait pas être franc-maçon ». De toute façon, Eichmann est peu après exclu des Schlaraffia pour avoir manqué aux règles de politesse (bien qu'étant le plus jeune, il a pris l'initiative d'inviter ses confrères à boire un verre de vin).
Il est pleinement intégré à la SS en novembre 1932 comme simple soldat (SS-Mann) (no 45 326). Il sert alors à mi-temps dans la Allgemeine SS de Salzbourg. Lorsqu'il s'engage dans les SS, il ne connaît pas le programme en 25 points du NSDAP, et n'a pas lu — ni ne lira jamais — Mein Kampf,. Au cours de son procès à Jérusalem, il déclare : « Le programme du parti n'avait pas d'importance. On savait à quoi l'on souscrivait. »
Au printemps 1933, alors qu'Hitler est devenu chancelier et a obtenu en mars les pleins pouvoirs pour la « mise au pas » (Gleichschaltung) du pays, sa famille n'ayant pas abandonné la nationalité allemande, il retourne en Allemagne. Il demande son intégration à plein temps dans la SS, qui est acceptée. En novembre 1933, il est promu chef d'équipe (SS-Scharführer) et intégré à l'équipe d'administration du camp de concentration de Dachau, ouvert dès mars 1933 pour interner les prisonniers politiques.
En 1934, il choisit de faire carrière dans la SS et demande son transfert dans le Sicherheitsdienst (SD), alors dirigé par Reinhard Heydrich. Service de renseignement de la SS, le SD avait pour objectif initial d'effectuer du renseignement et du « contre-espionnage » dans les rangs du NSDAP. Selon son témoignage lors de son procès, il croit en fait rejoindre le service de sécurité du Reichsführer-SS, c'est-à-dire l'équipe des gardes du corps des hauts dignitaires nazis, plutôt que le Service de sécurité du Reich.
Il y est effectivement transféré en novembre et est promu SS-Oberscharführer, chargé d'abord d'accumuler du renseignement sur les « francs-maçons » (catégorie qui amalgamait alors les francs-maçons, les communistes, les juifs et les catholiques) et de préparer l'édification d'un « musée » (nazi) sur la franc-maçonnerie.
Au bout de quatre ou cinq mois, il est transféré au département du SD chargé des « affaires juives ». Il réussit à être assigné au centre de commandement du Sicherheitsdienst (SD), à Berlin, où il est rapidement remarqué par ses supérieurs qui le promeuvent au rang de SS-Hauptscharführer en 1935 puis à celui de SS-Untersturmführer en 1937. Il devient alors intime de Dieter Wisliceny, qui témoignera ultérieurement contre lui.
Entretemps, il épouse Vera Liebl (1909-1997) le 21 mars 1935. Le couple a quatre fils, Klaus (Berlin, 1936-2015), Horst Adolf (Vienne, 1940-2015), Dieter Helmut (né en 1942 à Prague) et Ricardo Francisco (né en 1955 à Buenos Aires) ; ce dernier, archéologue, a dénoncé les crimes de son père.
Au SD, son supérieur lui enjoint alors de lire son « premier livre sérieux », Der Judenstaat, de Theodor Herzl, ouvrage fondateur du sionisme. Il lit ensuite l’Histoire du sionisme d'Adolf Böhm (de) — qu'il confondait toujours avec l'ouvrage de Theodor Herzl lors de son procès — ce sont là probablement ses seules lectures, hormis la presse. Eichmann devient alors défenseur de ce qu'il appelle la « solution politique » (au « problème juif ») : l'expulsion des Juifs d'Allemagne. Lors de son procès, Eichmann, racontant cela, prétend qu'il n'est alors pas à la SD, mais ingénieur chargé des routes à l'Organisation Todt (dirigée après 1942 par Albert Speer).

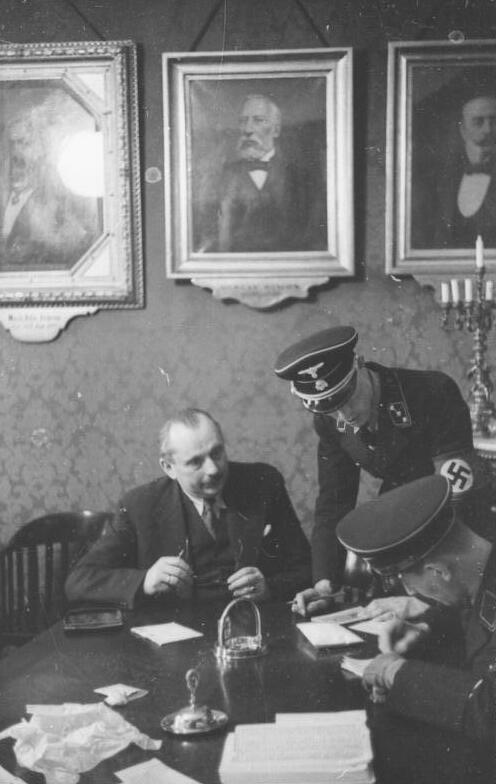
De droite à gauche, Eichmann (assis), son supérieur Herbert Hagen et le notable juif Josef Löwenherz, le 18 mars 1938 à Vienne, alors qu'Eichmann est chargé d'organiser l'expulsion massive des Juifs autrichiens.

Dans la continuité de l'accord de transfert (Haavara) qui avait été conclu le 25 août 1933 à la demande de la Fédération sioniste d'Allemagne avec le gouvernement nazi, Eichmann accompagne en 1937 son supérieur Herbert Hagen en Palestine, alors sous mandat britannique, pour étudier les possibilités d'émigration massive des Juifs allemands vers cette contrée. Dans ce but, il entre en contact avec une organisation sioniste. Ils débarquent à Haïfa, mais n'obtenant qu'un visa de transit, ils vont jusqu'au Caire où ils rencontrent un membre de la Haganah. Le sujet de la conversation est encore de nos jours mal connu. Les rencontres qu'ils avaient prévues avec les chefs arabes ne peuvent avoir lieu car le territoire palestinien est interdit d'accès. Dans leur rapport, ils déconseillent une émigration à grande échelle des Juifs allemands autant pour des raisons économiques que pour être en cohérence avec la politique du Reich, qui préconise de ne pas laisser un État juif se créer en Palestine[réf. nécessaire].
Après l’Anschluss (mars 1938), Eichmann est envoyé à Vienne, à la section du SD établie dans la ville et reçoit l'ordre de prendre la responsabilité des affaires juives et d'organiser l'expulsion des Juifs d'Autriche (dite « émigration forcée »). À ce poste, il est promu SS-Obersturmführer (lieutenant).
À la fin de la même année, marquée par la nuit de Cristal (à laquelle il aurait participé d'après Benjamin Murmelstein), il est désigné par le commandement SS pour former l'Office central pour l'émigration juive (Zentralstelle für jüdische Auswanderung), chargé de l'expulsion. En huit mois, 45 000 Juifs sont expulsés par son action ; en dix-huit mois, il arrive au nombre de 150 000 Juifs expulsés, soit 60 % de la population juive autrichienne. Il est assisté dans cette tâche par l'avocat Erich Rajakowitsch (de), qui a l'idée de monter un « fonds d'émigration » alimenté par les Juifs les plus aisés afin de permettre aux plus pauvres de payer leur expulsion. L'une des premières mesures d'Eichmann est de libérer les notables juifs, pour la plupart internés dans des camps, afin ensuite de les convaincre de collaborer à l'organisation de cette expulsion massive. Il organise également le montage des différents papiers d'identité et documents de voyage nécessaires afin que les expulsés soient acceptés par des États-tiers.
À la suite d'une réunion en septembre 1939 où Heydrich prône la création d'une réserve juive aux confins du Reich, Eichmann reçoit le 6 octobre l'accord d'Heinrich Müller, chef de la Gestapo, de déporter au-delà de la Vistule quelque 80 000 Juifs du territoire annexé de Haute-Silésie orientale. Le 15 octobre, il trouve l'endroit où installer le camp, le village de Nisko près de Lublin. Le 17 octobre, le premier convoi part pour Nisko. En tout près de 5 000 Juifs de Vienne, du protectorat et de Haute-Silésie orientale seront expulsés vers Nisko. Mais le plan Nisko est stoppé fin octobre 1939 par Himmler qui le juge peu compatible avec sa priorité de réinstaller les Volksdeutsche dans les territoires nouvellement conquis par le Reich.

### Seconde Guerre mondiale
Au début de la Seconde Guerre mondiale, Eichmann est promu SS-Hauptsturmführer et s'est fait un nom au bureau pour l'émigration juive de Vienne. Il s'y est fait de nombreux contacts avec les dirigeants du mouvement sioniste avec lesquels il travaille pour accélérer l'émigration juive depuis le Reich.
Eichmann retourne à Berlin en 1939 et rejoint le Reichssicherheitshauptamt (RSHA). En décembre 1939, il est désigné à la tête de l'Amt B4 de la Gestapo, chargé des affaires juives avec Rolf Günther et Friedrich Suhr, chefs des deux sous-sections « évacuations » et « législation ». En août 1940, il rédige le plan Madagascar (Reichssicherheitshauptamt : Madagaskar Projekt) qui prévoit la déportation de l'ensemble de la population juive d'Europe occidentale dans la colonie française de Madagascar. Promu SS-Sturmbannführer puis un an plus tard SS-Obersturmbannführer, c'est lui qui rédige à la demande de Reinhard Heydrich la lettre à la signature de Hermann Göring sur les préparatifs de la solution finale :

« […] je vous charge en outre de m'adresser sous peu un plan d'ensemble sur les mesures préparatoires à prendre concernant l'organisation, la mise en œuvre et les moyens matériels nécessaires pour réaliser la solution finale désirée de la question juive. »

À la fin de l'été 1941, Eichmann est convoqué dans le bureau de Reinhard Heydrich qui lui dit :

« je sors de chez le Reichsführer (ndlr : Heinrich Himmler) ; le Führer vient d'ordonner la destruction physique des Juifs. (« Ich komme vom Reichsführer ; der Führer hat nunmehr die physische Vernichtung der Juden angeordnet ») »

En septembre 1941, Rademacher, fonctionnaire du ministère des Affaires étrangères, demande à Eichmann que faire des Juifs de Serbie ; il lui répond qu’il est impossible de les déporter en Russie ou dans le gouvernement général, et qu’il faut les fusiller sur place. En 1942, Reinhard Heydrich convoque Eichmann à la conférence de Wannsee (où Eichmann est chargé d'en rédiger le compte rendu), conférence où l'Allemagne nazie met en place l'industrialisation de la « solution finale » ; l'extermination a cependant commencé avant, notamment dans le gouvernement général de Pologne (voir Shoah en Pologne) et dans les Reichskommissariat du front de l'Est où plus d'un million de Juifs, hommes femmes et enfants ont déjà péri ou sont en passe de périr sous les balles des Einsatzgruppen. Eichmann est alors chargé de tous les trains qui transportent les Juifs vers les camps d'extermination en Pologne. Durant les deux années suivantes, Eichmann assume son rôle avec zèle et déclare qu'il rirait « en sautant dans [s]a tombe, car j'ai le sentiment d'avoir tué cinq millions de Juifs. Voilà qui me donne beaucoup de satisfaction et de plaisir ».
Son travail est remarqué et, en 1944, il est nommé en Hongrie pour organiser la déportation au départ de ce pays vers les camps de la mort : il envoie 450 000 des 800 000 Juifs hongrois dans les chambres à gaz. À l'été 1944, il négocie avec Rudolf Kastner, responsable d'une petite organisation juive, et permet le départ vers la Suisse d'un peu plus d'un millier de Juifs (1 684 sur 450 000 Juifs hongrois envoyés par lui dans les camps). En 1960, il prétend dans le magazine Life que Kastner « avait accepté de faire tout son possible pour que les Juifs n'opposent aucune résistance à leur déportation, et même qu'ils se comportent correctement dans les camps de regroupement, si je fermais les yeux et laissais quelques centaines ou quelques milliers de jeunes Juifs émigrer vers la Palestine. C'était une bonne affaire ».
Fin août 1944, Eichmann est chargé de rassembler autant d'hommes que possible, y compris une demi-compagnie de Waffen-SS de la 22e division de cavalerie SS pour procéder à l'évacuation de 10 000 Volksdeutsche menacés par l'avance de l'Armée rouge à la frontière roumano-hongroise. La perspective de cette opération suscite son enthousiasme : « pour la première fois, on me confiait une mission qui m'emmena près du front et pour la première fois je n'essayai pas de m'inventer une excuse pour me défausser ».
En octobre 1944, devant l'avance des troupes soviétiques, Heinrich Himmler, ministre de l'Intérieur et Reichsführer-SS, ordonne l'arrêt des exterminations. Tirant parti de la confusion lors de la prise du pouvoir par Ferenc Szálasi en Hongrie, Eichmann ordonne cependant personnellement une dernière « marche de la mort » vers Auschwitz.

#### Résumé de sa carrière de SS
- Numéro SS : 45 326[28]
- Numéro du parti nazi : 899 895
- Première affectation : sous-département IV-B4 (Gestapo), RSHA
- Dates de promotion :

| SS-Anwärter            | 1er avril 1932     |
| SS-Mann                | 9 novembre 1933    |
| SS-Scharführer         | 24 décembre 1933   |
| SS-Oberscharführer     | 1er mai 1934       |
| SS-Scharführer         | 1er juillet 1934   |
| SS-Oberscharführer     | 1er septembre 1935 |
| SS-Hauptscharführer    | 13 septembre 1936  |
| SS-Untersturmführer    | 9 novembre 1937    |
| SS-Obersturmführer     | 11 septembre 1938  |
| SS-Hauptsturmführer    | 30 janvier 1939    |
| SS-Sturmbannführer     | 1er août 1940      |
| SS-Obersturmbannführer | 9 novembre 1941    |

### Fin de guerre et exfiltration vers l'Argentine
À la fin de la guerre, Eichmann fuit l'avancée soviétique et rejoint l'Autriche où il retrouve le chef du RSHA, le SS-Obergruppenführer Ernst Kaltenbrunner. Début mai 1945, il est, avec son épouse, Vera Eichmann, à Altaussee, devenu refuge de nombreux nazis, dont Franz Stangl. Ce dernier, prenant peur, lui aurait recommandé de « foutre le camp » ; le commandant d'Auschwitz et de Theresienstadt, Anton Burger, lui demande également de quitter ses camarades : « Vous êtes recherché comme criminel de guerre, pas nous ». Le 6 mai, il quitte Altaussee, le SS-Sturmbannführer Wilhelm Höttl, chargé du contre-espionnage au sein du RSHA, partant à la demande de ses collègues avec son adjoint Rudolf Jänisch dans la montagne. Les deux hommes changent alors d'identité : Eichmann se fait passer pour l’Obergefreiter Bart, caporal de la Luftwaffe. Malgré cela, ils sont arrêtés peu de temps après par l'armée américaine, près d'Ulm, alors qu'Eichmann a pris le nom d'« Otto Eckmann », SS-Untersturmführer (il ne parvenait pas à effacer avec efficacité son tatouage SS et ne pouvait donc nier cette appartenance). Jusqu'à août 1945, il est incarcéré au camp de Weiden (ex-stalag XIII-B), près de Nuremberg, avant d'être transféré au camp d'Oberdachstetten. Le 14 décembre 1945, le procureur du tribunal de Nuremberg, William Walsh, définit l'extermination des Juifs comme « l'objectif ultime du parti nazi et de l’État contrôlé par les nazis », s'appuyant sur une déclaration de Wilhelm Höttl faite le 26 novembre, qui citait une conversation avec Eichmann de l'automne 1944, au cours de laquelle celui-ci avait indiqué que quatre millions de Juifs avaient été tués dans les camps et deux millions par les Einsatzgruppen. Devant le lieutenant-colonel Smith Brookhart, le 3 janvier 1946, un collaborateur d'Eichmann, le SS-Hauptsturmführer Dieter Wisliceny, cite à nouveau le nom d'Eichmann, accolé à un document signé de Himmler évoquant la « solution finale » et présenté à l'été 1942 par Eichmann à son subordonné, qui précisait qu'il s'agissait là d'anéantir la « race juive ». Ayant entendu parler de ces déclarations, Eichmann obtient de l'aide auprès d'anciens officiers SS détenus dans son camp de prisonniers, ainsi que, selon ses dires, d'une « infirmière », et réussit ainsi à s'évader le 5 février 1946, doté de surcroît de faux papiers.
Il se cache alors en Allemagne durant plusieurs années, d'abord sous le nom d'Otto Henninger. À Eversen, près de Hambourg, il travaille comme bûcheron pour le frère d'un officier SS fait prisonnier avant de devenir éleveur de poules en 1948. Le 15 avril 1946, Rudolf Höss, ex-commandant d'Auschwitz, affirme à Nuremberg qu'Eichmann, aux ordres de Himmler, était l'exécuteur de l'extermination des Juifs. Le Counter Intelligence Corps (CIC, le service de renseignement militaire américain) interroge alors, le 26 novembre 1946, Vera Eichmann à Altaussee, afin d'essayer de retrouver son mari. Une source du CIC prétend alors qu'Eichmann est en Égypte. En janvier 1947, ce sont les parents d'Eichmann qui sont interrogés, sans plus de succès. L'UNWCC, chargé de la poursuite des criminels de guerre et qui l'a sur sa liste, indique cependant à cette date : « On croit qu'il s'est suicidé. Source CIC américain ».
Mi-1948, grâce à l'aide du Vatican, il se fait faire, dans la commune de Termeno en Italie, un certificat d'identité au nom de Ricardo Klement, mais ne l'utilise pas immédiatement. Eichmann, comme Mengele et l'ex-chef de la Gestapo Müller, figure alors sur une liste noire du MI14, laquelle n'est cependant pas rendue publique.
À la fin avril 1950, il quitte Eversen et, sous le pseudonyme d'Otto Henninger, part pour l'Autriche puis en Italie en passant par le col du Brenner. Il s'arrête dans de nombreux monastères, dont celui de Saint-Raphaël de Bavière, qui avait pourtant été soupçonné par le SD d'aider les Juifs sous le nazisme. Arrivé en Italie, on lui remet à Mérano les papiers d'identité au nom de Ricardo Klement, faits en 1948. On lui donne aussi, au même moment, une autorisation d'entrer en Argentine.
Avec l'aide d'un moine franciscain, Edoardo Dömöter, il entre en contact avec l'évêque Alois Hudal, lequel organisait l'un des principaux réseaux d'exfiltration nazis (il aida notamment Franz Stangl, Barbie et Mengele). Grâce à lui, Eichmann obtient le 1er juin 1950, à Gênes, un passeport humanitaire de la Croix-Rouge internationale délivré par le Vatican, toujours au nom de « Ricardo Klement », né le 23 mai 1913 à Bolzano (Italie), ainsi qu'un visa argentin.

### Exil en Argentine
Le 14 juillet 1950, Eichmann débarque à Buenos Aires où il exerce différents métiers manuels. Il entre rapidement en contact avec Carlos Fuldner (de), qui lui trouve un emploi à Tucumán, dans une entreprise hydroélectrique détenue par Compañía Argentina para Proyectos y Realizaciones Industriales – Fuldner y Cía (de). En juin 1952, il fait venir à Graneros sa femme et ses trois fils en faisant appel — selon ses mots — à « l'organisation ». Il aura un quatrième fils, Ricardo Francisco Eichmann, né en 1955.
Début 1953, la compagnie fait faillite, et la famille Eichmann s'installe dans la capitale, rue Chacabuco, dans le quartier Olivos (Vicente López). Bien que distant de Mengele, il croise parfois celui-ci au restaurant ABC, rue Lavalle. À partir de 1956, il écrit des rapports pour mettre au clair sa propre perspective sur la solution finale : il envisage de rentrer en Allemagne et prépare ainsi sa défense en cas de jugement. En 1957, il est interrogé notamment par un journaliste néerlandais, l'ancien nazi Willem Sassen (en), afin d'élaborer une contre-histoire du nazisme qui batte en brèche les premiers écrits des historiens sur ce sujet. En mars 1959, il devient mécanicien dans une usine Mercedes-Benz au nord de Buenos Aires. Il emménage alors rue Garibaldi dans le quartier de San Fernando.

### Capture

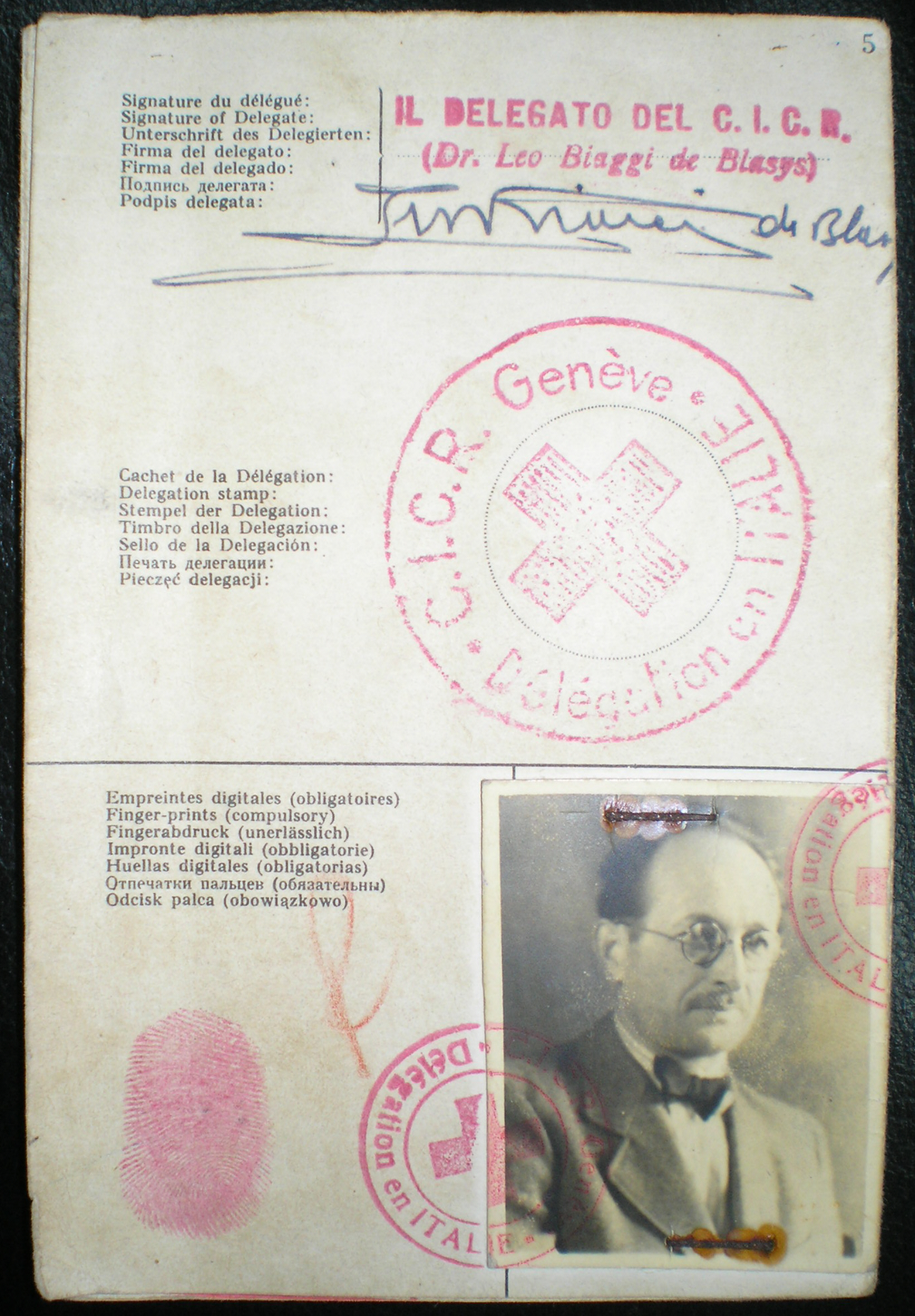
Faux papiers utilisés par Eichmann dans les années 1950, au nom de Ricardo Klement.

Durant les années 1950, de nombreux Juifs s'emploient à retrouver les criminels nazis en fuite, et Eichmann se trouve sur cette liste. Des documents déclassifiés (notamment sa fiche de police) montrent que le gouvernement ouest-allemand ainsi que la Central Intelligence Agency connaissent, dès 1952 (1958 pour la CIA), la localisation et le pseudonyme (« Klement ») sous lequel se cache Eichmann, mais ne le révèlent pas pour raison d'État. Il semble que la crainte ait été qu'Eichmann dénonce Hans Globke, alors membre du gouvernement du chancelier Konrad Adenauer. Le rabbin Avraham Kalmanowitz tente ainsi en 1953, avec le responsable du département d'État Adolf A. Berle Jr., de convaincre le directeur de la CIA, Allen Dulles, de se mettre à la recherche d'Eichmann. Réticent, ce dernier finit par céder et ordonne des recherches dans les pays arabes, où se situait Eichmann selon Kalmanowitz.
Sept ans plus tard, l’opération Attila est déclenchée par le Premier ministre d'Israël David Ben Gourion qui souhaite à cette occasion un procès, le « Nuremberg du peuple juif », pour refonder une unité nationale (de nombreux jeunes Israéliens ne comprenaient pas ou étaient honteux à l'idée que des millions de Juifs s'étaient « laissés conduire à l'abattoir » et contrariaient l'image héroïque du renouveau juif en Israël) et affermir la légitimité de son parti le Mapaï[réf. nécessaire] : Eichmann est enlevé en pleine rue, juste devant chez lui à Buenos Aires, par un commando d'agents du Mossad dirigé par Isser Harel, alors chef du Mossad et ancien chef du Shin Bet, le 11 mai 1960. Séquestré dans la cave d'une planque louée par les agents israéliens, il reconnaît son identité et signe sous la contrainte une déclaration selon laquelle il accepte d'être jugé en Israël. Le 21, il est transporté jusqu'en Israël depuis un aéroport militaire argentin, à bord d'un avion de la compagnie aérienne israélienne El Al qui avait emmené la délégation de l'État hébreu aux fêtes du 150e anniversaire de l'indépendance argentine puisqu'il n'existe pas de liaison aérienne directe entre les deux pays. À l'entrée de la base, un barrage militaire les attend. Afin qu'Eichmann ne dévoile pas aux soldats argentins qu'il est enlevé, il est revêtu d'un uniforme d'El Al, placé sous sédatifs (on le fait passer pour malade) et les membres du commando sont également en tenue de navigants. Il est à un moment suggéré que les membres du commando simulent l'ivresse pour éviter que le comportement d'Eichmann n'attire l'attention mais l'idée est abandonnée. À l'entrée de la base, les soldats argentins arrêtent l'automobile et se moquent des Israéliens incapables de tenir l'alcool. Cette action, violant le droit international et mettant en cause la souveraineté de l'État argentin, soulève rapidement des protestations du gouvernement Frondizi, ainsi que des manifestations néo-nazies, marginales, dans le monde. En Argentine, le Mouvement nationaliste Tacuara organise une campagne importante d'antisémitisme.
Le gouvernement israélien nie d'abord toute implication dans cet enlèvement et prétend qu'il est le fait de volontaires civils juifs chasseurs de nazis. David Ben Gourion, alors Premier ministre, annonce la capture d'Eichmann à la Knesset le 23 mai 1960. Cette annonce est acclamée debout par les députés présents.
Mais depuis le récit d'Alain Decaux, confirmé par les déclassifications de documents réalisées par les services secrets israéliens dans la première décennie du XXIe siècle, de nouvelles informations sur la capture d'Adolf Eichmann ont été mises au jour. Il est apparu qu'un Juif allemand émigré en Argentine, Lothar Hermann, et le procureur général du land de Hesse Fritz Bauer avaient, chacun à sa manière, contribué à la capture du nazi.
En effet, Lothar Hermann, rescapé de Dachau, arrivé en Argentine en 1938 avec toute sa famille, a une fille, Sylvia, qui entretient une relation avec un certain Klaus Klement (le fils aîné d'Eichmann). Les remarques de Klaus concernant le passé nazi de son père, ainsi que la lecture en 1957 d'un article relatif au procès de membres de la SS à Francfort, persuadent Hermann que le père de Klaus Klement pourrait être Eichmann. Il envoie alors sa fille enquêter chez les Eichmann : la porte s'ouvre et Sylvia découvre un homme d'âge moyen à qui elle demande : « Êtes-vous monsieur Eichmann ? » ; l'homme ne répond pas mais indique être le père de Klaus Klement. Hermann prévient le procureur général Fritz Bauer, exerçant dans la Hesse. Le procureur général n'a pas confiance en la justice allemande, qui compte encore de nombreux nazis dans ses rangs, et prévient directement les autorités israéliennes en septembre 1957, en se rendant directement en Israël, bravant la surveillance policière dont il fait l'objet en Allemagne, et risquant sa vie en « trahissant » son pays (par le fait de solliciter des services secrets étrangers). Le Mossad prend contact avec Hermann. Le chef du service, Isser Harel, envoie un de ses enquêteurs, Zvi Aharoni, localiser précisément Eichmann. Le Mossad hésite, le temps passe, mais grâce aux indications de Hermann qui continue de le surveiller, les services secrets élaborent un plan d'enlèvement. Le gouvernement israélien approuve ce plan en 1960 et le met en application peu de temps après.

#### Controverse sur le rôle de Simon Wiesenthal
Le rôle de Simon Wiesenthal, célèbre « chasseur de nazis », est souvent mis en avant dans l'affaire Eichmann, mais il demeure pourtant très controversé. Après la capture d'Eichmann, Wiesenthal publie en effet Ich jagte Eichmann (« J'ai chassé Eichmann ») dans lequel il se place au centre de ce fait d'armes, tandis que Tuviah Friedman, devenu son rival, publie The Hunter, lequel obtient un bien moindre succès. D'autres écrivent des livres sur l'affaire Eichmann, dont le Minister of Death (publié en septembre 1960) des journalistes Zvi Aldouby et Ephraim Katz, dont une « bonne partie » serait « totalement inexacte ».
Selon la version de Wiesenthal, il aurait rencontré, lors d'une réunion philatélique à l'automne 1953, un ami autrichien, le baron Heinrich Mast, qui, par hasard, en lui montrant sa collection, lui aurait confié avoir conservé cette carte postale d'un ancien officier allemand exilé en Argentine, bien connue à l'époque pour abriter de nombreux anciens responsables nazis, qui aurait dit avoir vu « ce sale porc d'Eichmann » ayant « régné » sur les Juifs, et qui contenait des informations plus précises : « Il vit à Buenos Aires et travaille pour la société des eaux ». Selon les propres dires de Wiesenthal, ces informations auraient permis aux Israéliens de localiser Eichmann. Dans ses Mémoires, Wiesenthal omet de nommer le baron en question, qui est un ancien agent de l'Abwehr travaillant pour l'Organisation Gehlen jusqu'en 1952, puis pour l'ex-nazi Wilhelm Höttl, directement au service de l'Amt Blank, un service secret particulier créé par le conservateur Theodor Blank.
Par ailleurs, interrogé le 25 mai 1960 par The Times, à chaud, Wiesenthal nie « avoir été personnellement impliqué dans l'enlèvement d'Eichmann », et indique qu'il avait transféré toutes ses archives sur Eichmann à Yad Vashem, et qu'un de ses amis, Tuviah Friedman, nouvel émigrant en Israël, avait eu connaissance de tous ces documents mais qu'il ne pouvait préjuger du rôle de celui-ci, alors considéré par la presse pour le « ravisseur d'Eichmann ».
Le rôle crucial allégué par Wiesenthal dans la capture d'Eichmann a été lourdement remis en cause. Ainsi, le Jerusalem Post révèle dans son édition du 7 mai 1991 l'existence d'un manuscrit non publié d'Isser Harel, dirigeant du Mossad lors de la capture d'Eichmann, qui sous-entend que les agissements de Wiesenthal auraient failli compromettre l'enlèvement d'Eichmann et empêché celui de Josef Mengele. En fait, Wiesenthal n'aurait transmis ses informations obtenues à l'automne 1953 qu'en mars 1954 au consul israélien Arie Eschel ainsi qu'au dirigeant du Congrès juif mondial, Nahum Goldmann. Mais s'il croyait Eichmann en Argentine au milieu des années 1950, vers 1960 il le croyait au contraire en Europe. Ainsi, selon G. Walters (2009) :

« En 1954, Wiesenthal affirma à juste titre qu'Eichmann était en Argentine, et on ne l'écouta pas. En 1959, Wiesenthal se trompa en affirmant qu'Eichmann était en Europe, et on ne l'écouta pas davantage, car les Israéliens savaient qu'il était en Argentine. En 1961, par la publication de Ich jagte Eichmann Wiesenthal s'assura qu'à l'avenir il serait écouté en affirmant qu'il avait toujours soupçonné qu'Eichmann se trouvait en Argentine. »

### Procès et exécution

#### Préparation
La façon dont le juge Benjamin Halevy géra le procès Kastner souleva des inquiétudes, ainsi que le débat enflammé qui accompagna ce procès, qui se solda notamment par l’assassinat de Rudolf Kastner. Le juge Halevy refusant de ne pas présider le procès Eichmann, le président de la cour suprême, Yitzhak Olshan proposa au gouvernement une modification de la loi. La Knesset modifia ainsi le code criminel pour s’assurer qu’Halevy ne pourrait juger seul Eichmann. À l’origine, Eichmann devait être jugé par le tribunal de Jérusalem, présidé par Halevy à l’époque. L’amendement apporté au code précise que toute personne jugée selon la loi sur le châtiment des nazis et de leurs collaborateurs (loi 5710 de 1950) le serait par un collège de trois juges dont au moins un appartenant à la cour suprême (ce juge présidant les audiences). Il y avait des craintes, dans le gouvernement et le système judiciaire, que le juge Halevy se serve du procès d’Eichmann comme une sorte d’appel du jugement de la Cour suprême, qui avait invalidé son propre verdict de première instance dans l’affaire Kastner et qu’il en profite également pour alimenter le scandale des judenrats,.

#### Déroulement
Eichmann comparaît à Jérusalem pour quinze chefs d'accusation le 11 avril 1961. Ces chefs d'accusation peuvent être regroupés en quatre catégories :
- crimes contre le peuple juif (chefs d’inculpation 1-4) ;
- crimes contre l’humanité (5-7, 9-12) ;
- crimes de guerre (8) ;
- participation à une organisation hostile (13-15).

Alors que les crimes de guerre et contre l’humanité ont une qualification internationale, les crimes contre le peuple juif proviennent d'une loi de 1950 votée deux ans après la création de l'État d'Israël ; cette loi a suscité une grande polémique.

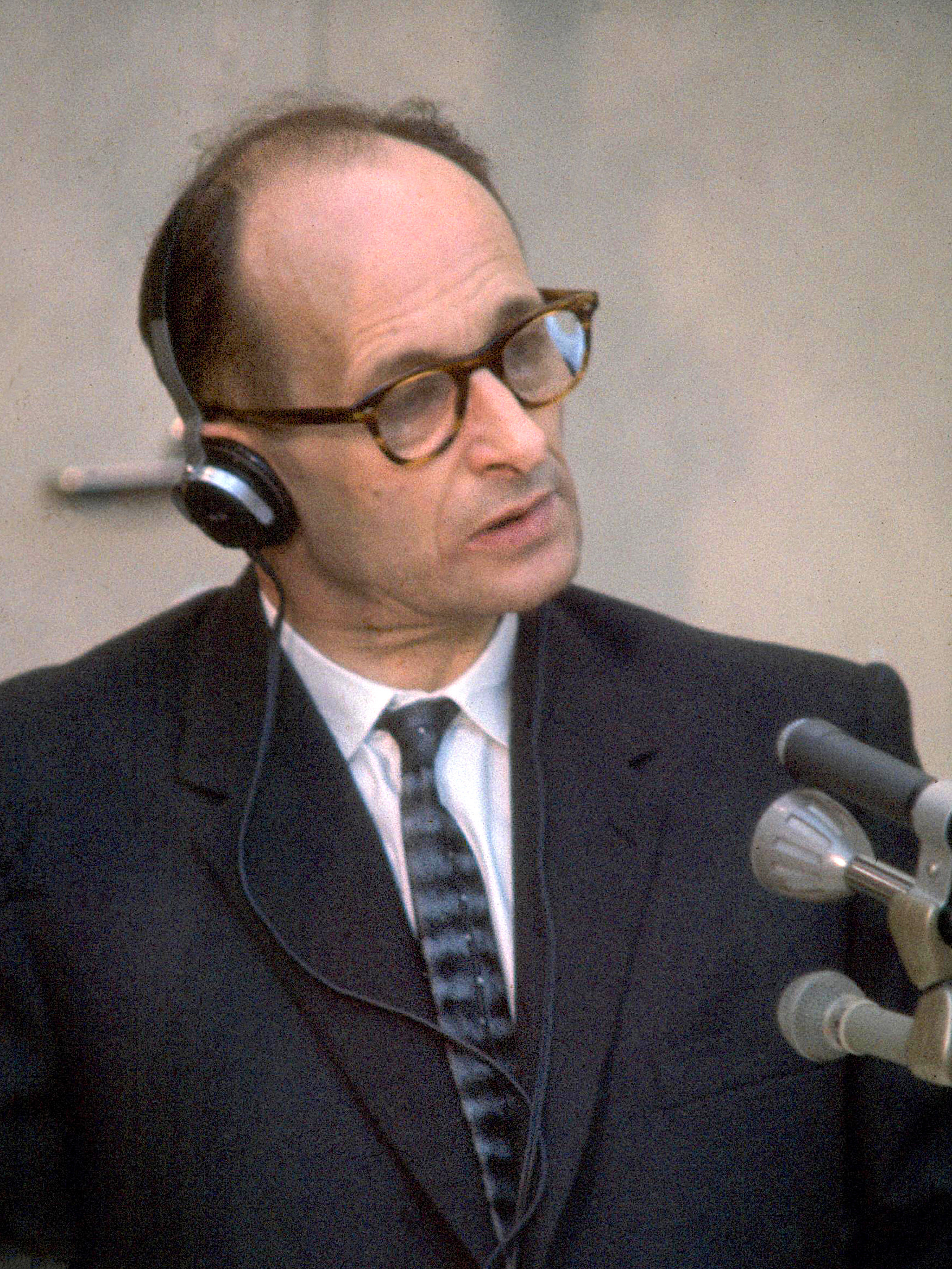
Adolf Eichmann, ici à son procès en 1961.

Exceptionnellement, ce procès est présidé par trois juges : Moshe Landau, Benjamin Halevy et Yitzhak Raveh (en). Le procureur est Gideon Hausner, alors procureur général, et le procureur adjoint Gabriel Bach. Eichmann est défendu par l'avocat allemand Robert Servatius. Le procès se tient dans une salle de spectacle du Beit Ha'am (« Maison du Peuple » de Jérusalem), inaugurée l'année précédente et transformée en tribunal pour l'occasion.

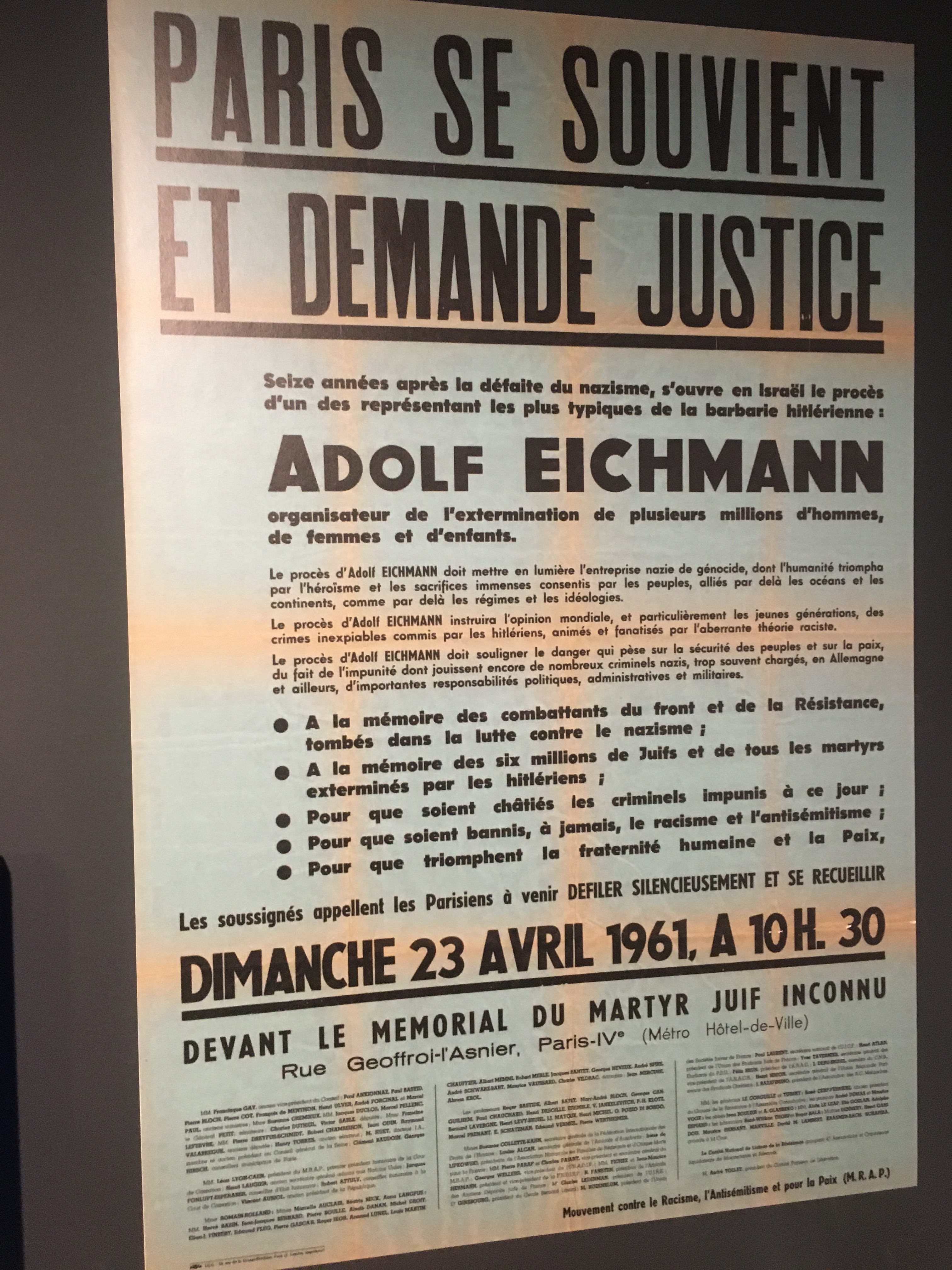
Retentissement du procès en France : appel à la manifestation

Ce procès attire deux fois plus de journalistes qu'à Nuremberg et est presque intégralement filmé pour les télévisions du monde entier (c'est le deuxième grand procès où des caméras sont autorisées après celui de Nuremberg), malgré les réticences de David Ben Gourion, par quatre opérateurs israéliens formés et supervisés par le documentariste américain Leo Hurwitz qui bénéficie d'équipements à la pointe du progrès (premiers magnétoscopes à l'époque, caméras Marconi), Hurwitz étant recruté par son compatriote, le producteur Milton Fruchtman (il avait déjà fait réaliser pour NBC une biographie de Ben Gourion), pour la Capital Cities Broadcasting Corporation de New York,.
Il provoque une controverse internationale et un émoi gigantesque. Les téléspectateurs du monde entier découvrent en direct Eichmann dans une cage de verre blindée écoutant un interminable défilé de témoins décrivant son rôle dans le transport des victimes de la Shoah. La seule ligne de défense d'Eichmann, qui se défend pied à pied, était d'affirmer n'avoir rien fait d'autre que « suivre les ordres » et qu'il était un idéaliste. Dans une note à son avocat, début juin 1961, Eichmann exprime son admiration pour les procureurs et pour le juge Raveh, et dit des Juifs qui le gardent : « Je dois dire, fichtre, un peuple surprenant ».
La détention d'Eichmann durant toute la durée du procès, donne lieu à des mesures de sécurité draconiennes à la prison de Ramla, non loin de Tel Aviv (il avait auparavant passé les premiers temps de sa détention à la prison de Yagur, près de Haïfa), l'administration pénitentiaire voulant à tout prix éviter que le détenu ne se suicide ni soit assassiné par vengeance. Vingt-deux gardiens ont été recrutés et on veille à ce qu'aucun d'entre eux ne soit ancien déporté (ou ait perdu sa famille dans les camps). Eichmann dispose d'un « appartement » de cinq pièces, situé à l'étage d'une aile de la prison, auquel aucun gardien ashkénaze (donc susceptible d'être originaire d'Allemagne ou d'Europe de l'Est) n'est autorisé à monter. La nourriture du détenu et de ses gardiens arrive à la prison dans des récipients scellés, afin d'éviter toute tentative d'empoisonnement, les plats d'Eichmann sont goûtés par ses geôliers avant de les lui servir.

#### Condamnation

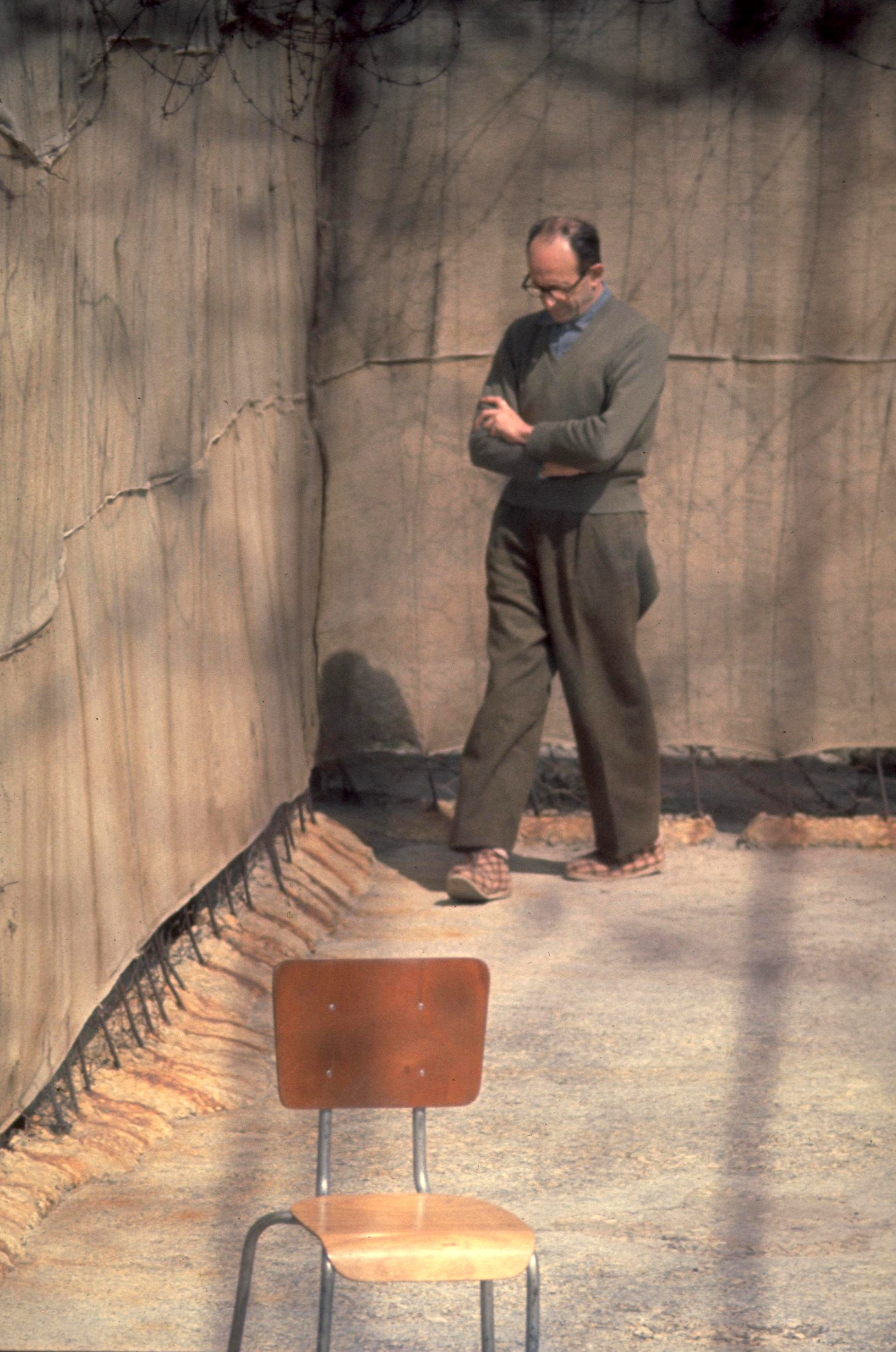
Adolf Eichmann marchant à l'extérieur de sa cellule de la prison de Ramla

Déclaré coupable pour tous les chefs d'inculpation après un procès qui dure huit mois, Eichmann est condamné à mort le 11 décembre 1961 : il interjette appel. Le 28 mars 1962, le jugement en appel confirme le verdict. Il présente un recours en grâce, qui est refusé par le président de l'État, Yitzhak Ben-Zvi, le 31 mai.

#### Exécution
Eichmann est pendu par l'agent pénitentiaire Shalom Nagar, Juif israélien d'origine yéménite, peu avant minuit le 31 mai 1962, dans la cour de la prison de Ramla. Il est l'un des deux seuls condamnés à mort à avoir été exécutés par Israël, et le seul civil (le capitaine Meir Tobianski avait été condamné à tort et fusillé en 1948 pour trahison). En Israël, les faits dont Eichmann a été accusé constituent — avec la trahison — les seuls crimes capitaux.
Ses derniers mots auraient été (notamment d'après Michaël Goldman, officier de police du Bureau 06, déporté à Auschwitz, présent lors de l'exécution, et qui en fait le récit dans le film Le Procès d'Adolf Eichmann, mais aussi d'après d'autres témoins) : « Vive l'Allemagne ! Vive l'Autriche ! Vive l'Argentine ! Trois pays que j'ai aimés. J'ai obéi aux lois de la guerre et à mon drapeau. Je salue ma femme, ma famille et mes amis ». Shalom Nagar, bourreau d'Eichmann, ne fait mention d'aucune parole. D'après son souvenir : « Il n'y avait là qu'Eichmann et moi. Je me tenais à un mètre de lui et le regardais droit dans les yeux. Il refusa qu'on lui bande les yeux, et il portait encore aux pieds des pantoufles à carreaux ordinaires. J'ai tiré la manette et il est tombé en se balançant au bout de la corde. ». Mais il y avait en réalité une équipe chargée de l'exécution et deux bourreaux, aucun d'eux ne sachant lequel enclencherait le véritable mécanisme qui ouvrirait la trappe et serait fatal à Eichmann ; des policiers, des responsables de la prison de Ramla, le commissaire Nir, des journalistes, un médecin et le révérend William Hull étaient notamment présents.
Eichmann a rédigé durant sa captivité un document de 1 206 pages intitulé Götzen (« Idoles ») qui tenait lieu de mémoires et qui a été rendu public par les autorités israéliennes le 29 février 2000,.
Son corps est incinéré dans un crématorium construit spécialement à cet effet dans la cour de la prison et ses cendres dispersées en Méditerranée, conformément aux dernières volontés d’Eichmann lui-même. Israël a accepté cette requête, mais uniquement si ses cendres étaient jetées en dehors de ses eaux territoriales afin d'éviter qu'elles ne « souillent » le territoire de l'État hébreu.

#### Bilan du procès
Bien que mis en cause lors du procès de Nuremberg, le nom d'Eichmann avant son procès est quasi inconnu de l'opinion publique occidentale (ce qui est moins le cas en Israël dont un tiers de la population est constitué de survivants de la Shoah appartenant aux communautés juives d'Allemagne, d'Autriche et de Hongrie). La volonté de Ben Gourion et du procureur de favoriser « l’avènement du témoin » en faisant raconter toute l'histoire du génocide par les survivants provoque une catharsis en Israël et « inscrit la Shoah dans le code génétique israélien ». Enfin, cette procédure judiciaire constitue le premier grand procès individuel des crimes commis dans le cadre de la Shoah par une juridiction nationale.

## Après sa mort
Après l’exécution d’Eichmann, les historiens n'ont cessé de spéculer sur sa vie et son action. La question la plus cruciale étant de définir sa responsabilité exacte dans la mise en œuvre de la « solution finale ». La plupart affirment qu'il savait exactement ce qu'il faisait et connaissait les conséquences de ses actes. Néanmoins, quelques-uns, dont son fils, estiment qu'il a été méjugé et qu'il ne faisait que son devoir de soldat allemand.
Une troisième et très controversée analyse est faite notamment par Hannah Arendt, philosophe juive allemande exilée en France (1934), puis aux États-Unis (1941) et qui a couvert le procès Eichmann pour le magazine The New Yorker. Dans son ouvrage, Eichmann à Jérusalem, qui compile ses chroniques de ce procès, Arendt reprend sa théorie du rouage du système et conclut qu'Eichmann n'a montré ni antisémitisme ni troubles psychiques, et qu'il n'avait agi de la sorte durant la guerre que pour « faire carrière ». Elle le décrit comme étant la personnification même de la « banalité du mal », se fondant sur le fait qu'au procès il n'a semblé ressentir ni culpabilité ni haine et présenté une personnalité tout ce qu'il y a de plus ordinaire.

« Je me suis dit : « À quoi bon élaborer mes propres projets ? Je suis trop faible et sans pouvoir. Désormais — c'était la guerre — je ne ferai plus que ce qu'on m'ordonne de faire » ; « J'ai éprouvé de la satisfaction en analysant ma situation au regard des conséquences de la conférence de Wannsee. À ce moment-là, […] je me suis senti vierge de toute culpabilité. Les personnalités éminentes du Reich s’étaient exprimées à la conférence de Wannsee. Les « pontes » avaient donné leurs ordres. Il me restait à obéir. […]

Je déclarerai pour terminer que déjà, à l’époque, personnellement, je considérais que cette solution violente n’était pas justifiée. Je la considérais comme un acte monstrueux. Mais à mon grand regret, étant lié par mon serment de loyauté, je devais dans mon secteur m’occuper de la question de l’organisation des transports. Je n’ai pas été relevé de ce serment. »

— Déclarations d'Adolf Eichmann
Dans La Traque du mal (2009), Guy Walters (en) conteste ce portrait d'Eichmann. Il insiste au contraire sur le fanatisme d'Eichmann, ce qui néanmoins n'est pas forcément contradictoire avec l'habitude « à l'obéissance, à la discipline et à la subordination volontaire » encensée par Eichmann et le nazisme. La phrase souvent citée — mais par Arendt également — « Je descendrai dans la tombe le sourire aux lèvres à la pensée que j'ai tué cinq millions de Juifs. Cela me procure une grande satisfaction et beaucoup de plaisir », pourrait tendre à accréditer cette interprétation. À l'appui du fanatisme d'Eichmann, le journaliste Ron Rosenbaum (en), auteur d'Explaining Hitler: The Search for the Origins of His Evil (en) (1998), avance son intervention à la fin de la guerre pour s'assurer de l'extermination des Juifs hongrois.
Arendt élargit cette constatation à la plupart des criminels nazis, et ce, quel que soit le rang dans la chaîne de commandement, chacun effectuant consciencieusement son travail de fonctionnaire ou de soldat, plus préoccupé comme tout un chacun par son avancement que par les conséquences réelles de son travail. Le fondement de la thèse d'Arendt, construite d'abord et avant tout contre toute interprétation pathologique de ces criminels, reposerait sur l'incapacité de ces hommes à penser, sur un manque d'« imagination » qui les aurait empêchés de se mettre à la place de leurs victimes et d'éprouver ainsi de la pitié — l'arrière-fond kantien et heideggerien de la pensée d'Arendt doit bien entendu être pris en compte dans l'utilisation de ces concepts désignant l'esprit humain.
Beaucoup allèrent plus loin dans ce raisonnement en affirmant que chacun pourrait commettre les crimes les plus odieux, pour autant que les bonnes conditions soient réunies, les bons ordres, les bonnes incitations données au bon moment ; mais Arendt, quant à elle, refuse cette interprétation. Celle-ci fut enrichie par l'expérience de Milgram, dont les enseignements demeurent cependant discutés.
Dans Souffrance en France, pour expliquer le phénomène de banalisation du mal, Christophe Dejours a soutenu une autre hypothèse en mettant en relation le cas Eichmann avec les stratégies de défense.
L'étude de cas proposée par Guerric van Wessem, probablement l'étude psychologique la plus complète sur Eichmann, apporte un éclairage par rapport à la personnalité d'Eichmann, au débat entre le portrait dessiné par Hannah Arendt et remis en question par les travaux plus récents des historiens, au rôle de l'idéologie et du fanatisme chez Eichmann, à la question de sa responsabilité et à celle de la banalité du mal, question qui y est particulièrement approfondie. Cette étude, qui prend pour point de départ et pour fil rouge l'épreuve projective de Szondi, à laquelle Eichmann a – parmi d'autres épreuves psychologiques – été soumis en 1961 peu avant son procès, dépasse donc largement le cadre de l'analyse (renouvelée) d'une telle épreuve et, tout en explorant la trajectoire personnelle d'Eichmann depuis sa jeunesse, elle apporte une contribution relative aux effets psychiques d'un régime totalitaire susceptibles d'affecter tout sujet.
En ce qui concerne le procès, Nahum Goldmann, le président du Congrès juif mondial, et le philosophe Martin Buber souhaitaient voir Eichmann traduit devant une Cour internationale. Pour Alain Gresh, « l'alternative était posée : le génocide concernait-il seulement les Juifs et Israël ou bien l'ensemble de l'humanité ? » Pour David Ben Gourion, la réponse ne faisait pas de doute : « Le génocide s'inscrivait dans l'histoire juive […] une telle interprétation occultait non seulement les autres victimes, mais aussi la genèse européenne de ce qui s'était passé ».
Mais surtout, dans son Eichmann à Jérusalem, Hannah Arendt souligne les nombreuses et graves irrégularités de ce procès, remettant en cause sa légitimité. Ainsi, les droits d'Adolf Eichmann auraient été bafoués, de son enlèvement à son exécution.
Adolf Eichmann est le seul nazi avec John Demjanjuk mis en procès à Jérusalem selon la loi israélienne de 1950 réprimant les nazis et leurs collaborateurs.

### Filmographie
- Operation Eichmann! (1961), Eichmann y est interprété par Werner Klemperer ;
- La Cage de verre (1965), drame de Philippe Arthuys et Jean-Louis Lévi Alvarès[74] ;
- Mother Night (1996), Eichmann y est interprété par Henry Gibson ;
- L’Homme qui a capturé Eichmann (1996), téléfilm de William A. Graham, avec Robert Duvall, sur la capture d'Adolf Eichmann. Le film relate les préparatifs de l'enlèvement d'Eichmann à Buenos Aires en 1960, et les quelques jours qui ont précédé son transfert vers Israël, gardé secrètement par des agents du Mossad. Le film en profite pour faire exprimer à Adolf Eichmann son absence de regret et son statut de simple exécutant des ordres et « de la loi »[75] ;
- Un spécialiste, portrait d'un criminel moderne (1999), film documentaire d'Eyal Sivan et Rony Brauman (éditions Montparnasse), réalisé à partir d'un fonds de 350 heures d'images d'époque ;
- Conspiration (2001), téléfilm réalisé par Frank Pierson, sur la conférence de Wannsee, dans lequel Eichmann est interprété par Stanley Tucci ; le rôle de Reinhard Heydrich y est tenu par Kenneth Branagh et celui de Wilhelm Stuckart par Colin Firth ;
- L'Assommoir (2002), Eichmann y est interprété par Arthur Holden ;
- Les Dossiers secrets du nazisme (2004), réalisé par Dan Setton et Hanoch Ze'evi en Israël[76] ;
- Eichmann (2007), réalisé par Robert Young, avec Thomas Kretschmann dans le rôle-titre. Film basé sur les notes prises lors des interrogatoires d'Eichmann pendant sa détention ;
- Eichmanns Ende (2010) , téléfilm, Eichmann y est interprété par Herbert Knaup ;
- Le Procès d'Adolf Eichmann[42] (2011), film documentaire de 90 minutes réalisé par Michaël Prazan, écrit par Michaël Prazan et Annette Wieviorka, Kuiv productions - France 2 ;
- Le Dernier des injustes (2013), film documentaire réalisé par Claude Lanzmann, traitant entre autres des rapports entre le rabbin Benjamin Murmelstein et Adolf Eichmann.
- 2015 : Fritz Bauer, un héros allemand (Der Staat gegen Fritz Bauer) de Lars Kraume. Le film est centré sur la traque d'Adolf Eichmann par Fritz Bauer (joué par Burghart Klaußner)[77].
- 2015 : Le Procès Eichmann, de Paul Andrew Williams, téléfilm centré sur la diffusion télévisée du procès en 1961.
- 2018 : Operation Finale de Chris Weitz qui relate la capture d'Eichmann par une équipe du Mossad en mai 1960 à Buenos Aires. Le personnage d'Adolf Eichmann est interprété par Ben Kingsley.

### Émission de radio
- Adolf Eichmann, en 2 épisodes, Affaires sensibles, France inter, 21 et 22 novembre 2022[78].